# Kjalvegur
La Kjalvegur (F35) è una strada islandese che attraversa l'altopiano di Kjölur, indicata anche come F35. È la prosecuzione sterrata verso nord della Route 35, una strada asfaltata che porta alla Hringvegur attraversando la zona di Gullfoss e Geysir.

## Percorso
È la seconda strada per lunghezza che percorre la zona degli altopiani d'Islanda. Il suo tempo medio di percorrenza in automobile si aggira attorno alle cinque ore. Ha inizio nel Sud dell'Islanda vicino Haukadalur e subito oltre la cascata Gullfoss e finisce a Nord nei pressi di Blönduós. La strada attraversa la parte interna compresa tra due ghiacciai, il Langjökull e lo Hofsjökull.
Come la Sprengisandur, questa pista era probabilmente già nota al tempo dei primi insediamenti in Islanda ed è menzionata nelle saghe islandesi. A Ovest dell'attuale strada, si delinea il vecchio percorso Kjalvegur, ancora oggi utilizzato come pista da trekking o per carovane a cavallo.
Mucchi di pietre segnalano la vecchia strada attraverso il deserto degli altipiani. Dopo la morte di qualche viaggiatore sorpreso dalla bufera di neve alla fine del diciottesimo secolo, la Kjalvegur fu del tutto inutilizzata per circa cento anni. È stata quindi riscoperta nel diciannovesimo secolo.
Oggi, i turisti percorrono questa strada frequentemente, dal momento che la pista non richiede l'utilizzo di un veicolo a quattro ruote motrici e non vi è la necessità di guadare nessun fiume particolarmente grande.
Al margine settentrionale della Kjalvegur, vicino al fiume Blandá, le sorgenti calde di Hveravellir formano un'oasi riscaldata. Nel diciottesimo secolo, il fuorilegge islandese Fjalla-Eyvindur utilizzò le sorgenti calde Hveravellir come rifugio. Parte di quest'area è tuttora zona balneabile.
La bellissima catena montuosa Kerlingarfjöll di origine vulcanica è situata a Nord-Est della Kjölur, non lontano da Hveravellir.
Le altre strade delle highlands islandesi sono le note Kaldidalur e Sprengisandur.

## Galleria d'immagini

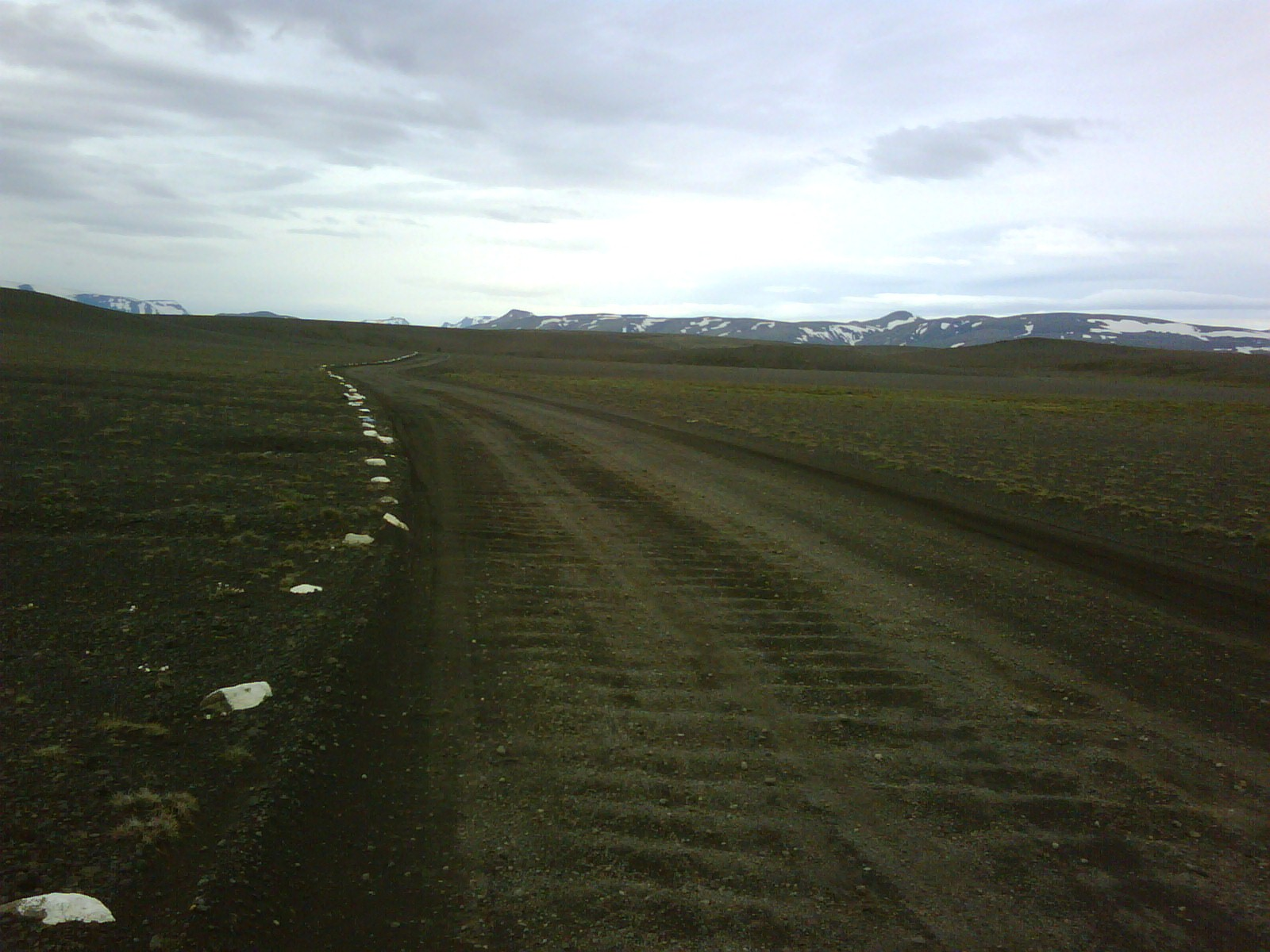
Pista F35
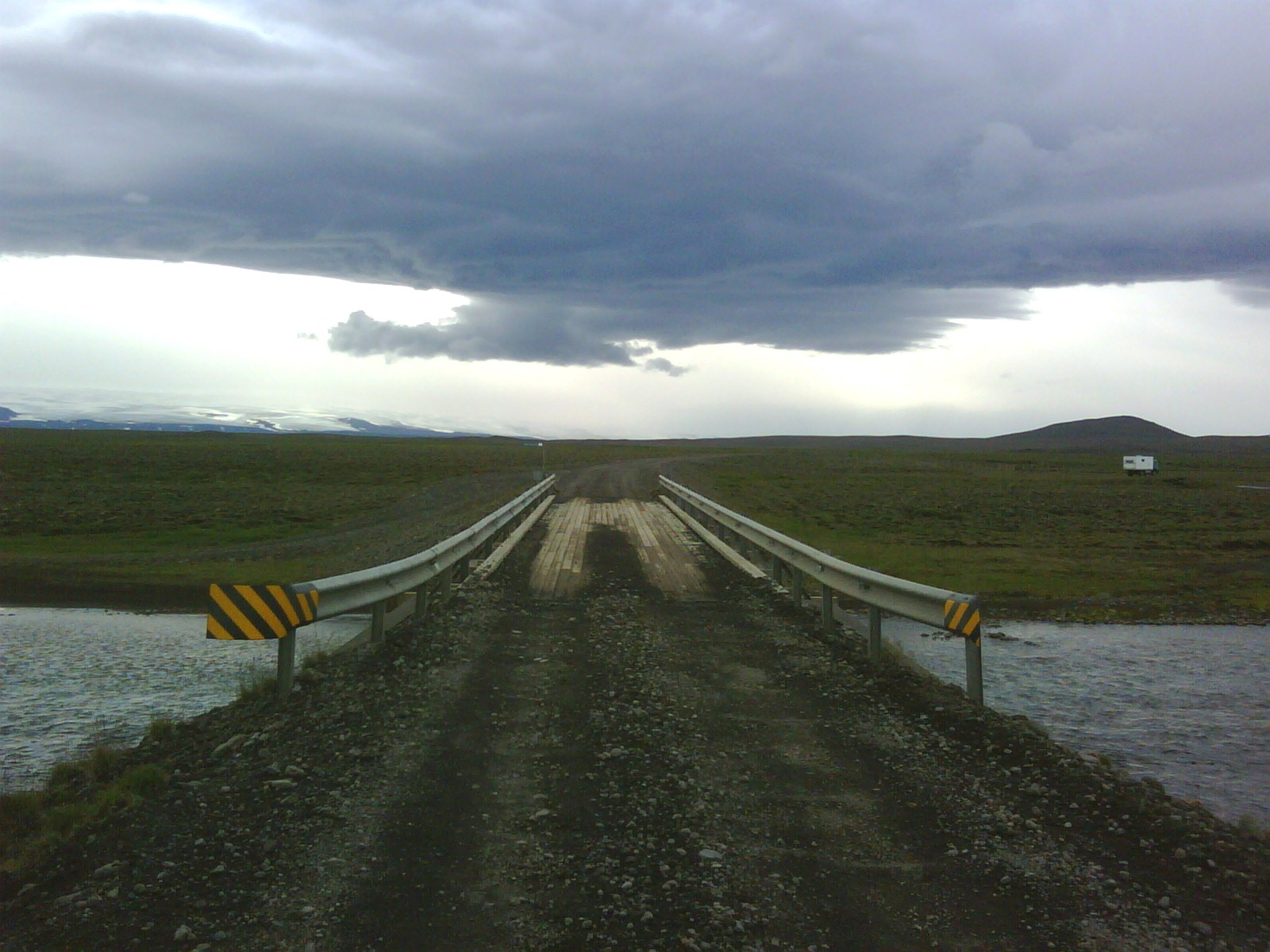
Ponte sulla F35
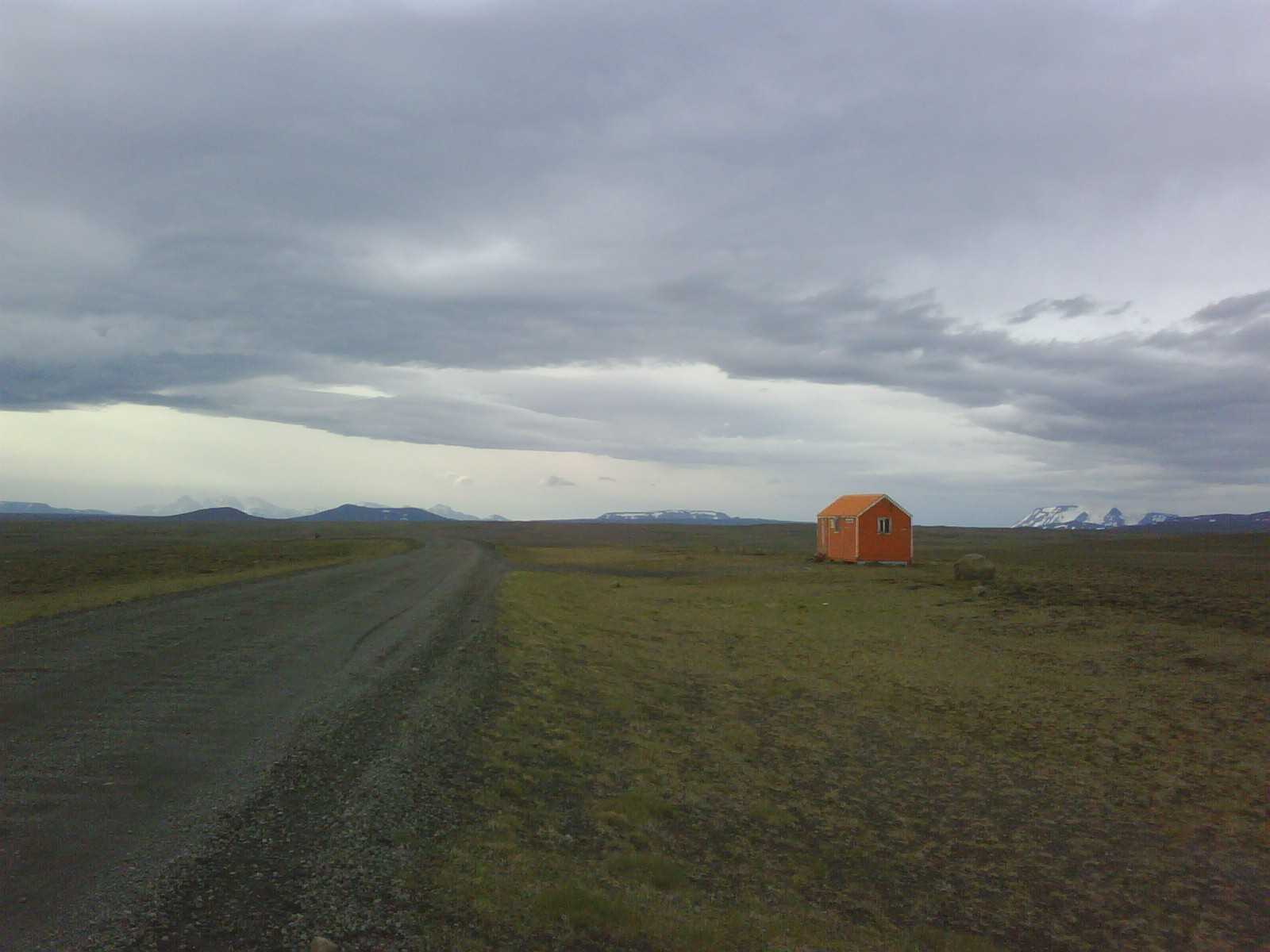
Rifugio sulla F35
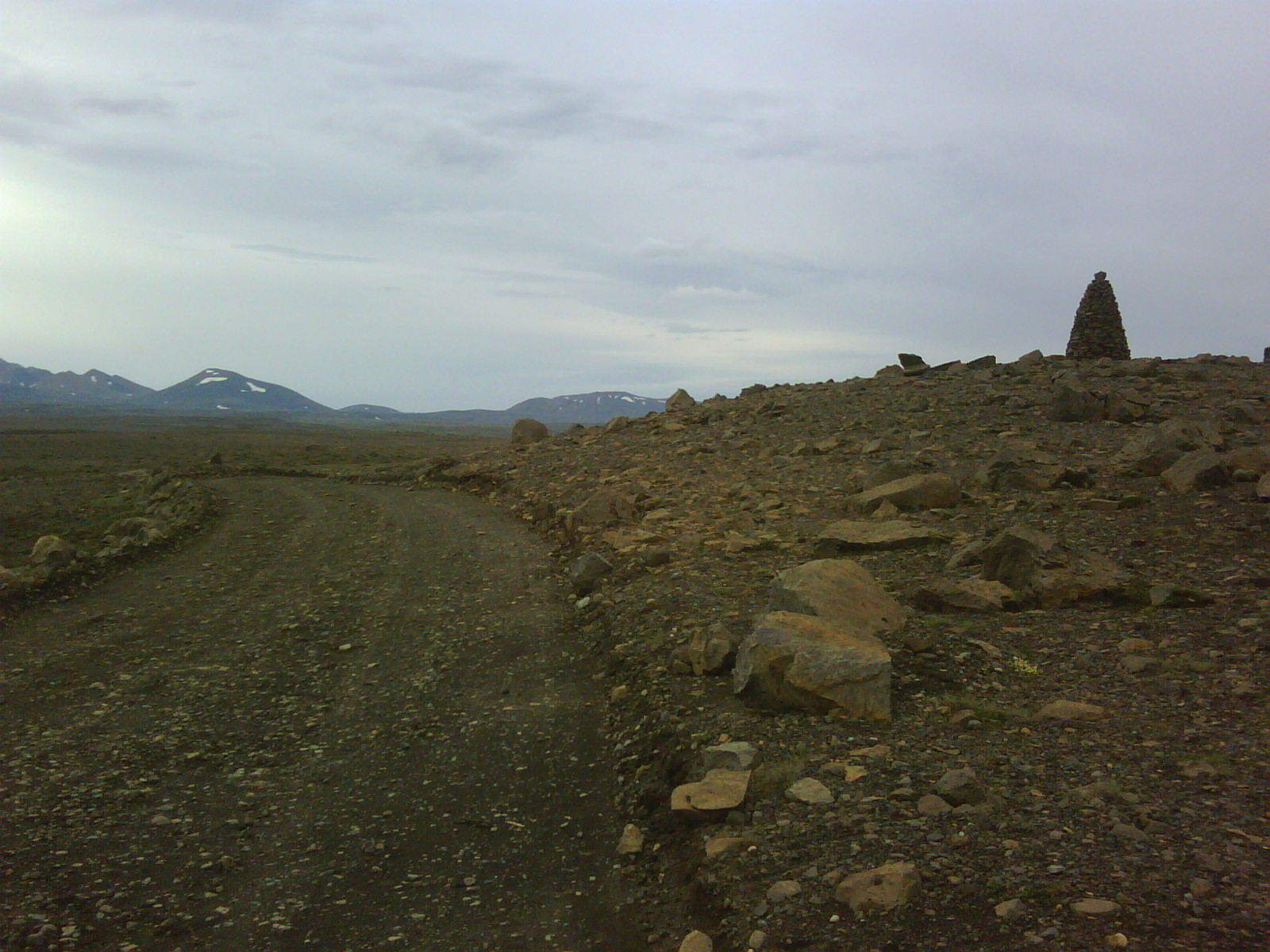
F35